# 堀内修
堀內修，日本男性動畫師、人物設計師。Studio Junio出身。為人熟悉的是擔任《驚爆危機》系列的人物設定。

## 主要參加作品

### 電視動畫
- 鬼太郎 (第3作)（1987年，動畫）
- 三國志II 天翔的英雄們（日语：三国志 (日本テレビ)）（1986年，動畫）
- 格林兄弟名作劇場（日语：グリム名作劇場）（1987年－1988年，原畫）
- 鬼太郎 地獄篇（1988年，原畫）
- 靈幻小子（1989年－1990年，原畫）
- 森林大帝 (1989年版)（1989年－1990年，作畫監督）
- YAWARA！(1989年－1992年，原畫）
- 魔法公主 Minky Momo 擁抱夢想（日语：魔法のプリンセス ミンキーモモ）（1991年－1992年，作畫監督）
- 巧克力赫力（日语：おばけのホーリー）（1991年－1992年，作畫監督）
- 爆走獵人(1995年－1996年，作畫監督）
- 浪客劍心（1996年，原畫）
- VS騎士檸檬汽水&40炎（1996年，作畫監督）
- 萬能文化貓娘（1998年，作畫監督）
- 熱沙霸王甘達拉（日语：熱沙の覇王ガンダーラ）（1998年，動畫人物設定／共同、OP作畫監督／共同）
- 南海奇皇（日语：南海奇皇）（1998年－1999年，作畫監督）
- 鄰家女孩 Miss Lonely Yesterday 在那之後的你…（1998年，OP原畫）
- 捍衛者（2000年，特別設計工作）
- 驚爆危機！（2002年，人物設定、總作畫監督、作畫監督、OP&ED作畫監督）
- 最後流亡（2003年，動畫人物設定[1]、作畫監督）
- 驚爆危機？校園篇（2003年，人物設定、OP&ED作畫監督、原畫）
- 爆裂天使（2004年，動畫人物設定、作畫監督、OP&ED原畫、作畫協力）
- 詩∽片（2004年，OP&ED動畫）
- 驚爆危機！The Second Raid（2005年，人物設定、總作畫監督、作畫監督、OP&ED作畫監督、OP原畫）
- 機神咆吼DEMONBANE（日语：斬魔大聖デモンベイン）（2006年，作畫監督、原畫）
- 旋風管家（2007年－2008年，主要人物設定、總作畫監督、OP1～3&全ED作畫監督、作監協力、OP1&3&全ED原畫）
- 食靈 -零-（2008年，人物設定、總作畫監督、作畫監督、OP&ED作畫監督、人物監修）
- KIDDY GiRL-AND（2009年－2010年，作畫監督、原畫、第3話的人物設定）
- 最後流亡 -銀翼的飛夢-（2011年，人物設定[2]）
- 機動戰士鋼彈AGE（2012，作畫監督協力）
- Muv-Luv Alternative Total Eclipse（2012，OP原畫）
- PSYCHO-PASS（2012年，總作畫監督）
- 空戰魔導士培訓生的教官（2015年，總作畫監督）
- 驚爆危機！Invisible Victory（2018年，人物設定、總作畫監督）

### OVA
- 瑪丹娜 炎之老師（日语：マドンナ (漫画)）（1988年，原畫）
- Hi-SPEED JECY（日语：ハイスピード・ジェシー）（1989年－1990年，原畫）
- 忍者龍劍傳（1991年，人物設定、作畫監督）
- 下載 南無阿彌陀佛是愛的誦詩（日语：ダウンロード 南無阿弥陀仏は愛の詩）（1992年，原畫）
- MINKY MOMO IN 跨越夢想的橋樑（日语：魔法のプリンセス ミンキーモモ）（1993年，人物設定、作畫監督）
- 新·甜心戰士（1994年－1995年，人物設定、作畫監督）
- 3×3 EYES ～聖魔傳說～（1995年，作畫監督協力、原畫）
- VS騎士檸檬汽水&40炎 Fresh（1997年，人物設定、總作畫監督、作畫監督、OP&ED作畫監督、ED原畫）
- 驚爆危機！The Second Raid 戰隊長悠閒的一天（2006年，人物設定、作畫監督）
- 飛輪少年 黑之羽與沉睡森林 -Break on the sky-（2010年，人物設定）

### 電影動畫
- 暴力宇宙海賊 ABYSS OF HYPERSPACE -亞空的深淵-（2014年，人物設定、總作畫監督）